# Théâtre romantique
 (mars 2020).
Si vous disposez d'ouvrages ou d'articles de référence ou si vous connaissez des sites web de qualité traitant du thème abordé ici, merci de compléter l'article en donnant les références utiles à sa vérifiabilité et en les liant à la section « Notes et références ».

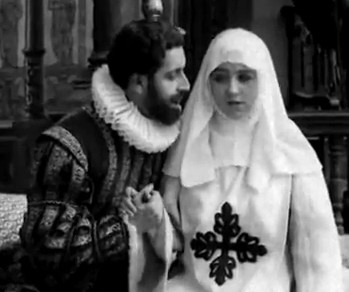
Les acteurs Fortunio Bonanova et Inocencia Alcubierre dans une scène du film Don Juan Tenorio, de Ricardo de Baños

Le théâtre romantique est un courant théâtral né au début du XIXe siècle en opposition aux principes du théâtre classique.
C'est Victor Hugo qui codifie dans la Préface de Cromwell (1827) l'esthétique du théâtre romantique en France. Il divise l'histoire littéraire en trois grandes périodes : les temps primitifs (harmonie entre l'homme et la nature donc poésie lyrique), l'Antiquité (violence et poésie épique) et la chrétienté (mélange des genres).
Victor Hugo fonde l'esthétique romantique sur cinq points capitaux : reproduction de la vie réelle (mélange des genres), rejet du carcan classique (règle des trois unités, bienséances, vraisemblance), recherche d'une grande liberté créatrice, maintien de la versification et peinture d'une « couleur locale ».
Les représentations des pièces du théâtre romantique ont donné lieu à des confrontations entre les « modernes » et les « classiques ». En 1830, Hernani de Victor Hugo déclenche les passions et provoque la bataille d'Hernani en raison de son thème, de son style et de sa composition. Des auteurs comme Théophile Gautier, Alfred de Musset et Alfred de Vigny soutiennent ensuite cette vision moderne du théâtre.